# II (Axxis)
II è il secondo album degli Axxis.

## Tracce
Tutti i brani sono stati scritti da Bernard Weiss e Walter Pietsch
1. The World is Looking In Their Eyes - 4:04
2. Save Me - 4:03
3. Touch the Rainbow - 3:31
4. Rolling Like Thunder - 4:03
5. Hold You - 4:42
6. Ships Are Sailing - 3:50
7. Little Look Back - 3:56
8. Face to Face - 5:22
9. Get Down - 3:20
10. Gimme Back the Paradise - 3:34
11. Hold You (acoustic version) - 4:08

## Singoli
- Hold You (b-sides: Face to Face, Hold You (acoustic version))
- Ship are Sailing (b-side: The World is Looking in Their Eyes)
- Touch the Rainbow (b-sides: Get Down, Touch the Rainbow (long version))

## Formazione
- Bernard Weiss - voce e chitarra
- Walter Pietsch - chitarra
- Werner Kleinhaus - basso
- Harry Oellers - tastiere
- Richard Michalski - batteria